# Brian Savoy
Brian Savoy (Baradero, Argentina, 13 de enero de 1992) es un ex-baloncestista suizo que nació en la Argentina. Con 1,86 metros de altura, actuaba tanto en la posición de base como en la de escolta. Desarrolló toda su carrera como profesional en Suiza, excepto por un bienio en el que disputó la Liga EBA en España. Fue miembro de la selección de baloncesto de Suiza, tanto del equipo juvenil como del absoluto. 

## Trayectoria Profesional

### Inicios
Formado en la cantera del Fribourg Olympic, debutó con el primer equipo en la temporada 2007-2008. Estuvo tres temporadas en el club (2007-2010). Ganó la LNA en 2008 y la Copa de la Liga de Suiza en 2008, 2009 y 2010.
En su primera temporada (2007-2008) jugó 30 partidos con la Groupe E Académie Fribourg U23 en la 1LN (3ª división suiza) y 1 de liga y 3 de play-offs con el primer equipo. Con la Groupe E Académie Fribourg U23 promedió 14,3 puntos. Con el primer equipo, en el único partido de liga que jugó, metió 3 puntos (1-2 de 3) en 1 min, mientras que en play-offs promedió 0,7 puntos en 2,3 min.
En su segunda temporada (2008-2009), jugó 24 partidos con la Groupe E Académie Fribourg U23 en la LNB (2ª división suiza) y 4 en el NIJT y 5 de liga y 1 de play-offs con el primer equipo. Con la Groupe E Académie Fribourg U23 en la LNB promedió 14,9 puntos (51 % en tiros de 2, 37,7 % en triples y 77,5 % en tiros libres), 2,9 rebotes, 1,8 asistencias y 1,5 robos en 30,6 min y en el NIJT promedió 19 puntos (53,6 % en triples y 100 % en tiros libres), 2,5 rebotes, 1,3 asistencias y 1,3 robos en 33,4 min. Con el primer equipo en liga promedió 1,4 puntos (50 % en tiros de 2 y 100 % en tiros libres) en 4 min, mientras que en el único partido de play-offs que jugó, cogió 1 rebote y robó 1 balón en 4 min.
En su tercera y última temporada (2009-2010), jugó 24 partidos con la Groupe E Académie Fribourg U23 en la LNB (2ª división suiza) y 4 en el NIJT y 8 de liga y 2 de play-offs con el primer equipo. Con la Groupe E Académie Fribourg U23 en la LNB promedió 16,5 puntos (38,6 % en triples y 78 % en tiros libres), 3,5 rebotes, 2,5 asistencias y 2,9 robos en 33,3 min y en el NIJT promedió 11 puntos (87,5 % en tiros libres), 5,5 rebotes, 1,3 asistencias y 3,3 robos en 39 min. Con el primer equipo en liga promedió 1,1 puntos (50 % en tiros de 2 y 100 % en tiros libres) en 3,5 min, mientras que en play-offs promedió 1 rebote en 4 min.
Disputó un total de 48 partidos en la LNB y 8 en el NIJT con la Groupe E Académie Fribourg U23, promediando en la LNB 15,7 puntos (38,1 % en triples y 77,8 % en tiros libres), 3,3 rebotes, 2,1 asistencias y 2,2 robos en 32 min de media, mientras que en el NIJT promedió 15 puntos (41,5 % en triples y 92,3 % en tiros libres), 4 rebotes, 1,3 asistencias y 2,3 robos en 36,3 min de media.
Disputó un total de 14 partidos de liga y 6 de play-offs con el primer equipo, promediando en liga 1,3 puntos (50 % en tiros de 2 y 100 % en tiros libres) en 3,5 min de media, mientras que en play-offs promedió 0,3 puntos (100 % en tiros libres) en 3,1 min de media.

### España
Firmó para la temporada 2010-2011 por el C.D.Alcázar de la Liga EBA (4ª división española).
Disputó 28 partidos con el conjunto de Alcázar de San Juan con un promedio de 7,6 puntos (52 % en tiros de 2, 44,8 % en triples y 81,8 % en tiros libres) y 1,9 rebotes en 17,8 min de media.
Fichó por el Grupo INEC Queso Zamorano también de la Liga EBA, para la temporada 2011-2012.
Disputó 22 partidos con el cuadro de Zamora con un promedio de 13,1 puntos (43,9 % en triples y 77,8 % en tiros libres), 3,7 rebotes, 1,6 asistencias y 1 robo en 28,9 min de media.
A final de temporada fue elegido en el mejor quinteto de jugadores europeos de la Liga EBA por Eurobasket.com.

### Vuelta a Suiza
Firmó para la temporada 2012-2013 por el BBC Monthey, volviendo de esta manera a Suiza tras dos años.
Disputó 26 partidos de liga y 4 de play-offs con el conjunto de Monthey, promediando en liga 8,1 puntos (53,2 % en tiros de 2, 37,3 % en triples y 73,5 % en tiros libres), 1,9 rebotes y 1,9 asistencias en 20,5 min de media, mientras que en play-offs promedió 5,5 puntos (30 % en triples y 90 % en tiros libres), 2,5 rebotes, 1 asistencia y 1,3 robos en 23,8 min de media.
En el verano de 2013, fichó por dos años por el Union Neuchâtel Basket, con el que ganó por 4ª vez la Copa de la Liga de Suiza en 2014. El 1 de junio de 2015, renovó por una temporada.
En su primera temporada (2013-2014), jugó 28 partidos de liga y 4 de play-offs, promediando en liga 8 puntos (37,5 % en triples y 79,5 % en tiros libres), 2,6 rebotes y 2,3 asistencias en 21,5 min, mientras que en play-offs promedió 10,3 puntos (64,7 % en tiros de 2 y 76,9 % en tiros libres), 3,3 rebotes y 2,3 asistencias en 24,3 min.
En su segunda temporada (2014-2015), jugó 25 partidos de liga y 10 de play-offs, promediando en liga 8,6 puntos (55,8 % en tiros de 2, 31,3 % en triples y 79,4 % en tiros libres), 2,6 rebotes, 2,4 asistencias y 1 robo en 23,5 min, mientras que en play-offs promedió 11,4 puntos (40,9 % en triples y 69,2 % en tiros libres), 3,1 rebotes y 1,8 asistencias en 27,4 min.
En su tercera temporada (2015-2016), jugó 27 partidos de liga y 13 de play-offs, promediando en liga 13 puntos (40,7 % en triples y 80,9 % en tiros libres), 5,9 rebotes, 6,1 asistencias y 1,2 robos en 34,5 min, mientras que en play-offs promedió 9,5 puntos (37,9 % en triples y 80,6 % en tiros libres), 4,3 rebotes y 4,3 asistencias en 34,6 min.
Fue el 2º máximo asistente de la LNA. A final de temporada fue elegido en el mejor quinteto de la LNA y en el mejor quinteto de jugadores suizos de la LNA, ambas cosas por Eurobasket.com.
Al retirarse en 2019, pasó a desempeñarse como agente de jugadores en Suiza.

## Selección Suiza

### Categorías inferiores
Internacional con las categorías inferiores de la selección de baloncesto de Suiza, disputó el Europeo Sub-16 División B de 2008, celebrado en Debrecen, Hungría, en el que la selección suiza quedó en 16.ª posición, el Europeo Sub-18 División B de 2008, celebrado en Sarajevo, Bosnia-Herzegovina, en el que la selección suiza quedó en 12.ª posición, el Europeo Sub-18 División B de 2009, celebrado en Sarajevo, Bosnia-Herzegovina, en el que la selección suiza quedó en 12.ª posición, el Europeo Sub-18 División B de 2010, celebrado entre Ramat Gan y Tel-Aviv, Israel, en el que la selección suiza quedó en 11.ª posición, y el Europeo Sub-20 División B de 2012, celebrado en Sofía, Bulgaria, en el que la selección suiza quedó en 15.ª posición.
En el Europeo Sub-16 División B de 2008 jugó 9 partidos con un promedio de 12,8 puntos (51 % en tiros de 2 y 68 % en tiros libres), 3 rebotes, 1,6 asistencias y 2,6 robos en 31,1 min de media.
Finalizó el Europeo Sub-16 División B de 2008 como el 12º en triples anotados (1,8 por partido), el 14º en min y el 16º en robos.
En el Europeo Sub-18 División B de 2008 jugó 8 partidos con un promedio de 9,6 puntos (37,2 % en triples), 1,8 rebotes y 1,4 robos en 23,8 min de media.
Fue el 13º en triples anotados (2 por partido) del Europeo Sub-18 División B de 2008.
En el Europeo Sub-18 División B de 2009 jugó 8 partidos con un promedio de 8,9 puntos (38,9 % en triples y 77,8 % en tiros libres), 2,1 rebotes y 1,3 asistencias en 24 min de media.
Tuvo el 17º mejor % de triples y fue el 19º en triples anotados (1,8 por partido) del Europeo Sub-18 División B de 2008.
En el Europeo Sub-18 División B de 2010 jugó 8 partidos con un promedio de 11,1 puntos (37,2 % en triples), 3,3 rebotes, 3,3 asistencias y 2,5 robos en 29,1 min de media. Fue el máximo anotador de su selección.
Finalizó el Europeo Sub-18 División B de 2010 con el 13º mejor % de triples y fue el 20º máximo asistente, el 5º en robos y triples anotados (2 por partido) y el 17º en min.
En el Europeo Sub-20 División B de 2012 jugó 7 partidos con un promedio de 18,4 puntos (38,7 % en triples y 81,6 % en tiros libres), 5,3 rebotes, 4 asistencias y 1,6 robos en 33,7 min de media. Fue el máximo anotador y asistente de su selección.
Finalizó el Europeo Sub-20 División B de 2012 con el 2º mejor % de tiros libres y el 17º mejor % de triples y fue el 5º máximo anotador, el 10º máximo asistente, el 3º en faltas recibidas (6,1 por partido), el 4º en tiros libres anotados (4,4 por partido), el 5º en min, el 7º en tiros de campo anotados (6,1 por partido) y el 12º en tiros de 2 anotados (4,4 por partido) y triples anotados (1,7 por partido).

### Absoluta
Debutó con la absoluta de Suiza en la Clasificación para el EuroBasket 2015, celebrado entre Alemania, Croacia, Francia y Letonia, no logrando Suiza clasificarse.
Jugó 3 partidos de la 2ª fase, promediando 6 puntos (83,3 % en tiros de 2), 3 rebotes y 1,7 asistencias en 12,7 min de media.
Participó en la Universiada de 2015, celebrada en Gwangju, Corea del Sur, donde la selección de baloncesto de Suiza quedó en 18.ª posición.
Jugó 6 partidos con un promedio de 8,2 puntos (30 % en triples), 3,2 rebotes, 2,7 asistencias y 1 robo en 25,5 min de media.